# 少年自然の家

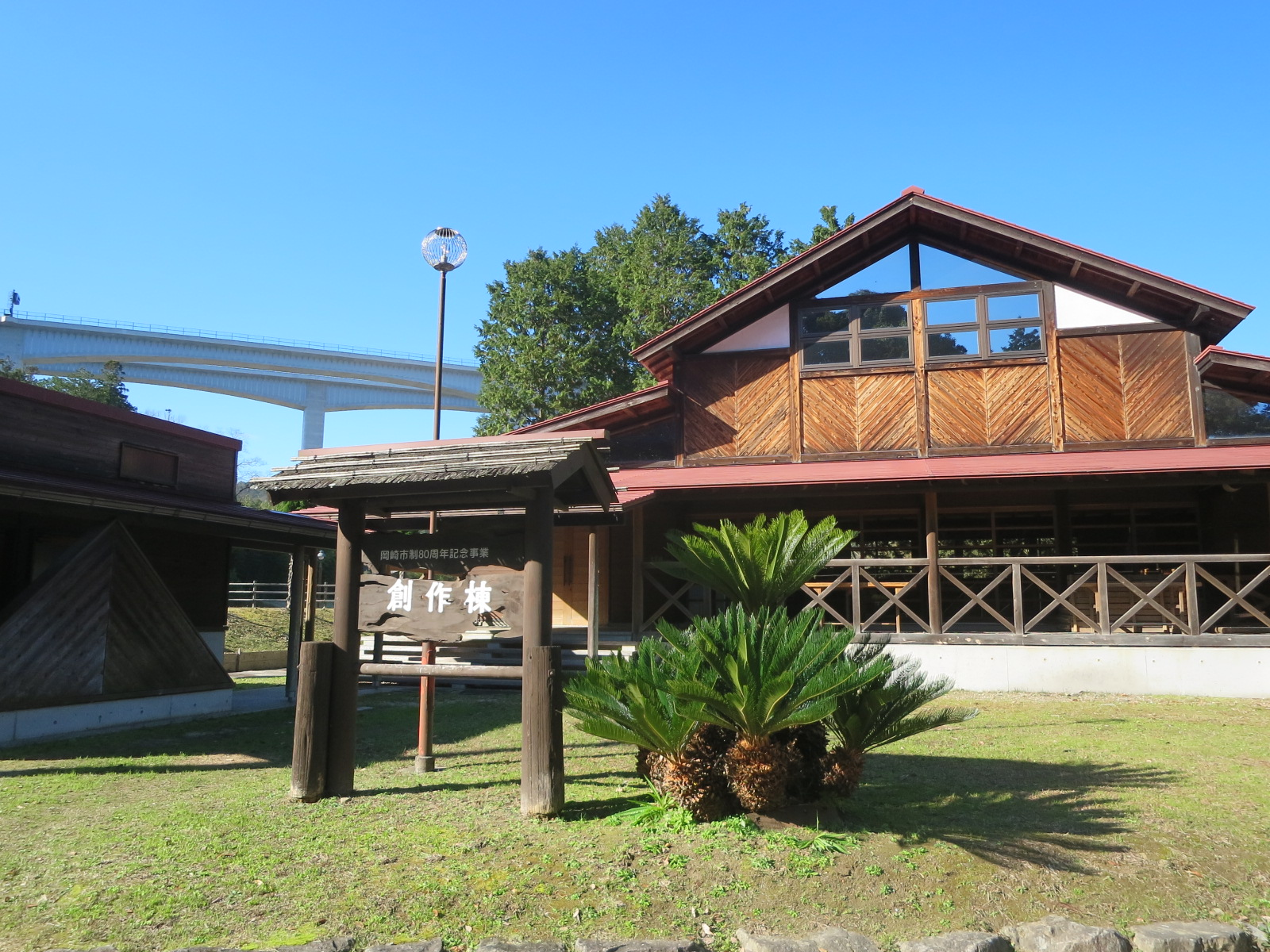
岡崎市少年自然の家（愛知県岡崎市）

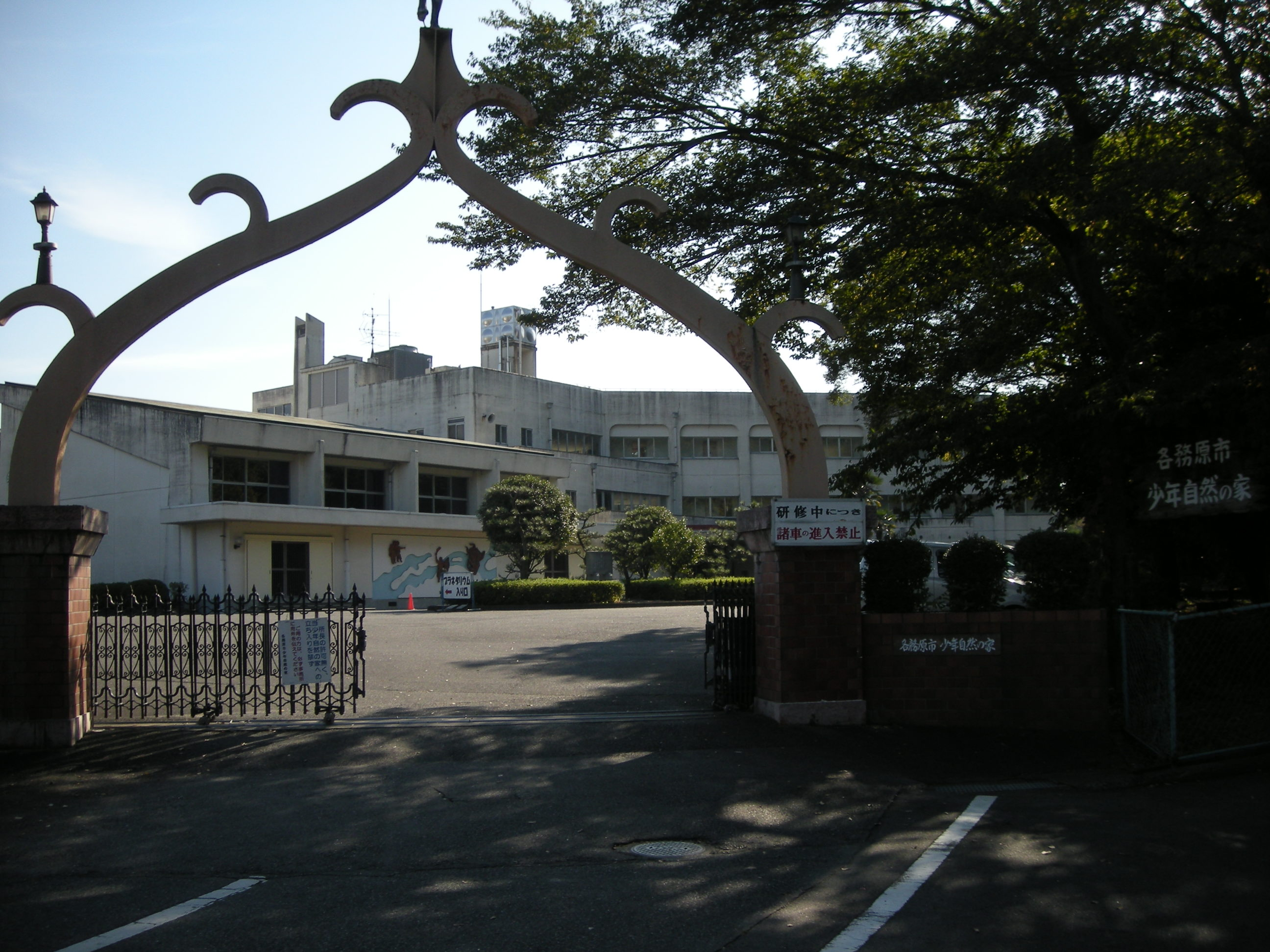
各務原市少年自然の家（岐阜県各務原市）

少年自然の家（しょうねんしぜんのいえ）は、青少年のための日本の社会教育施設。設置者別では国立（独立行政法人国立青少年教育振興機構）の施設と公立の施設、機能別では宿泊型と非宿泊型に分けられる。このうち独立行政法人国立青少年教育振興機構が設置するものは「国立青少年交流の家」または「国立青少年自然の家」となっている。一方、地方公共団体が設置するものは少年自然の家、青年の家、青少年の家などと称している。臨海学校や林間学校と決定的に異なり、年間を通じて運営されるというのが大きな特徴である。

## 歴史
文部省（当時）が1958年度（昭和33年度）から集団宿泊生活や研修による青年の健全な育成を目的として、地方公共団体に対して「青年の家」の設置を促し補助したことに始まる。
一方、1960年代半ばから工業化による公害問題や都市化により、各種の自然体験や生活体験の場や機会が失われていることが問題視され、地方公共団体の設置する「少年自然の家」に対する補助が進められた。
国立施設としては、1959年（昭和34年）に国立青年の家の第1号が静岡県御殿場市に設置された（国立中央青年の家）。一方、1975年（昭和50年）に国立少年自然の家の第1号が高知県室戸市に設置された（国立室戸少年自然の家）。
その後、1970年代には青少年を対象とするこれらの社会教育施設の設置数は大きく増加した。
以上のように国の施設は沿革的に「国立青年の家」と「国立少年自然の家」に分かれ、独立行政法人化により独立行政法人国立青年の家が設置するものと独立行政法人国立少年自然の家が設置するものの2系統に分かれていた。しかし、2006年（平成18年）4月に独立行政法人国立青少年教育振興機構が発足して統合されたことにより、各施設は「国立青少年交流の家」または「国立青少年自然の家」となった。

## 施設形態
設置者では独立行政法人国立青少年教育振興機構が運営する「国立」を冠する施設と公立の施設に分けられる。各地方自治体の少年自然の家については、指定管理者を導入する施設が増えている。
機能別では宿泊型と非宿泊型に分けられる。開設当初は集団宿泊訓練活動に重点を置いていたため宿泊型が典型となっていたが、その後、少人数のグループやサークル、家族単位での利用も認められるようになり、生涯学習支援の機能も強化された。
また、地方公共団体が設置するものにも「少年」と「青年」を区別せず「青少年」としている施設もあったことから、統計上は「青少年の家（宿泊型）」と「青少年の家（非宿泊型）」の2類型に統合されている。

## 主な活動
少年自然の家で行われる主な活動としては以下のようなものがある。
- 自然観察、植物採集、自然愛護。
- 登山、キャンプ、オリエンテーリング、サイクリング、キャンプファイヤー。
- 飯盒炊爨、バーベキュー、ゲーム。
- スポーツ少年団、ボーイスカウトなど少年団体各種の合宿、子供会のリーダー研修。

## 統計
沿革から統計も少年自然の家、青年の家（宿泊型）、青年の家（非宿泊型）の3類型だった。しかし、独立行政法人国立青少年教育振興機構の発足により国立施設は「国立青少年交流の家」または「国立青少年自然の家」となったこと、公立施設にも「青少年」と区別しない施設があることから、「青少年の家（宿泊型）」と「青少年の家（非宿泊型）」の2類型に統合された。